# Dominik Koepfer
Dominik Koepfer (Furtwangen, 29 aprile 1994) è un tennista tedesco.
I suoi migliori ranking ATP sono stati il 49º posto in singolare nel marzo 2024 e il 69º in doppio nel giugno 2024. Ha esordito nella squadra tedesca di Coppa Davis nel marzo 2020. Ha vinto alcuni titoli nei circuiti minori mentre nel circuito maggiore vanta in singolare la semifinale raggiunta all'Abierto Mexicano 2021 di Acapulco e il quarto turno agli US Open 2019 e in doppio la semifinale agli Australian Open 2024 e la finale raggiunta all'ATP 250 di Los Cabos.

## Carriera

### Da juniores e nei campionati di college statunitensi
Nel 2011 fa la sua unica esperienza in un torneo nell'ITF Junior Circuit e viene eliminato al primo turno delle qualificazioni. Si trasferisce a studiare negli Stati Uniti e tra il 2013 e il 2016 gioca nei campionati di College per la squadra di tennis dell'Università Tulane. Alla prima stagione viene nominato esordiente dell'anno della Conference USA ma si mette particolarmente in luce nelle ultime due stagioni, in entrambe viene inserito tra gli All-American della NCAA e nel 2016 viene eletto Senior of the Year della Intercollegiate Tennis Association dopo che tra gennaio e aprile era stato il nº 1 nel ranking in singolare dei tennisti di tutti i college statunitensi. Si laurea in Scienza delle finanze.

### 2015-2016, inizi tra i professionisti e primi titoli ITF
Impegnato nei tornei di College, fa il suo esordio tra i professionisti relativamente tardi, nel giugno 2015, vince al primo turno e viene eliminato al secondo nel torneo ITF Futures Austria F1. La sua seconda apparizione avviene nel giugno 2016 all'USA F18 e comincia a giocare in pianta stabile tra i professionisti, inizialmente nei tornei statunitensi. In agosto alza il primo trofeo vincendo in coppia con Jared Hiltzik il torneo di doppio all'USA F27 di Champaign. A settembre disputa per la prima volta le qualificazioni di un torneo Challenger a Cary e viene eliminato al secondo incontro. Il mese dopo vince il primo titolo in singolare superando Luke Bambridge nella finale del Futures USA F32 di Harlingen. In novembre fa il suo esordio nel tabellone principale di un torneo Challenger a Columbus sconfiggendo Marcos Giron e viene eliminato al secondo turno da Stefan Kozlov.

### 2017, primo titolo Challenger in doppio e top 300 del ranking in singolare
Nel maggio 2017 Koepfer sconfigge per la prima volta un top 100 del ranking ATP, il nº 91 Nicolás Kicker, al Challenger Heilbronner Neckarcup, e viene eliminato al secondo turno. Nel corso della stagione, in singolare vince due tornei Futures e si spinge fino ai quarti di finale in alcuni tornei Challenger; in luglio fa il suo ingresso nella top 300 del ranking. In agosto fa il suo esordio nel tabellone principale di un torneo del circuito maggiore a Winston-Salem come lucky loser e perde al primo turno contro Horacio Zeballos. A settembre si aggiudica il suo primo titolo Challenger in carriera nel torneo di doppio a Columbus, in coppia con Denis Kudla.

### 2018, prima finale Challenger in singolare e top 200
Nel febbraio 2018 disputa la sua prima finale Challenger in singolare a San Francisco e viene sconfitto da Jason Jung. Il mese dopo vince il suo ultimo torneo Futures, dopo il quale abbandona questa categoria per concentrarsi sui tornei Challenger e ATP. In estate partecipa per la prima volta alle qualificazioni di un torneo del Grande Slam a Wimbledon e sfiora l'accesso al tabellone principale perdendo al quinto set l'incontro decisivo con Norbert Gombos. Ad agosto supera di nuovo le qualificazioni a Winston-Salem come lucky loser, e vince il suo primo incontro in un tabellone principale ATP contro il nº 61 del ranking Tennys Sandgren. In settembre, grazie ai molti punti guadagnati raggiungendo la semifinale al ricco Chicago Challenger entra per la prima volta nella top 200 del ranking, al 188º posto; in dicembre si spinge fino alla semifinale nel Challenger di Houston e sale al 154º.

### 2019, quarto turno agli US Open, primo titolo Challenger in singolare e top 100
Non va oltre il secondo turno di qualificazione nella sua prima esperienza agli Australian Open e al Roland Garros. Consegue buoni risultati nei Challenger sull'erba che precedono Wimbledon, in particolare vince il suo primo titolo di categoria in singolare all'Ilkley Trophy con la vittoria in tre set in finale su Dennis Novak. Il successo gli vale una wildcard per il tabellone principale dello Slam londinese, dove al primo turno sconfigge il nº 52 ATP Filip Krajinović in quattro set, conquistando la sua prima vittoria in uno Slam, e al turno successivo viene eliminato da Diego Schwartzman; a fine torneo si trova al 117º posto mondiale. Si qualifica poi per l'ATP 250 di Los Cabos e viene sconfitto al primo turno da Taylor Fritz. Supera le qualificazioni anche agli US Open, al primo turno batte Jaume Munar 6-4, 7–6(2), 5-7, 7-5, mentre al secondo supera il nº 42 ATP Reilly Opelka 6-4, 6-4, 7–6(2), e al terzo elimina il nº 18 Nikoloz Basilašvili per 6-3, 7–6(5), 4-6, 6-1; raggiunge così il quarto turno in uno Slam per la prima volta in carriera e viene sconfitto da Daniil Medvedev col punteggio di 6-3, 3-6, 2-6, 6(2)–7. Con questa serie di risultati fa il suo ingresso nella top 100, all'86º posto, e in novembre sale all'83º. A settembre disputa la sua prima semifinale ATP nel torneo di doppio a Zhuhai in coppia con Soonwoo Kwon e vengono sconfitti da Sander Gillé / Joran Vliegen.

### 2020, esordio in Coppa Davis e 61º del ranking
Eliminato nei quarti di finale al Canberra Challenger, entra per la prima volta nel tabellone principale agli Australian Open 2020 e viene eliminato al primo turno da Pedro Martínez in 3 set. In marzo debutta nella squadra tedesca di Coppa Davis in occasione della sfida vinta 4-1 contro la Bielorussia, vine schierato a risultato acquisito e concede due soli giochi a Daniil Ostapenkov. Ha quindi inizio la lunga pausa del tennis mondiale per la pandemia di Coronavirus e al rientro esce al primo turno degli US Open per mano di Taylor Fritz. Si riscatta agli Internazionali d'Italia, dove supera le qualificazioni e nel tabellone principale elimina prima il nº 27 ATP Alex de Minaur e poi il nº 9 Gaël Monfils, nella sua prima vittoria su un top 10. Al terzo turno ha la meglio sull'emergente Lorenzo Musetti e nei quarti viene sconfitto dal nº 1 del mondo Novak Đoković, al quale strappa un set. A fine torneo sale al 66º posto mondiale e dopo il secondo turno disputato ad Amburgo si porta al 61º. Al secondo turno del Roland Garros viene eliminato da Stan Wawrinka.

### 2021, prima semifinale ATP in singolare e 50º nel ranking
Nel 2021 gioca esclusivamente tornei del circuito maggiore; vince il suo primo incontro in carriera agli Australian Open e al secondo turno raccoglie solo sei giochi contro Dominic Thiem. Non ottiene risultati di rilievo in singolare nello swing sudamericano su terra battuta, mentre in doppio raggiunge le semifinali a Córdoba e a Buenos Aires assieme a João Sousa. Torna a mettersi in luce all'ATP 500 di Acapulco raggiungendo per la prima volta una semifinale in singolare nel circuito maggiore; elimina tra gli altri il nº 19 ATP Milos Raonic e Cameron Norrie prima di cedere in due set al nº 7 del mondo Alexander Zverev. A fine torneo è il nº 54 del mondo, nuovo best ranking, che migliora in maggio portandolo al 50º dopo il secondo turno raggiunto al Madrid Masters, dove sconfigge Reilly Opelka e viene eliminato da Cristian Garín. Dopo la semifinale giocata in doppio a Monaco di Baviera in coppia con Yannick Hanfmann, in singolare si spinge fino al terzo turno a Ginevra, al Roland Garros e a Wimbledon, dove viene sconfitto rispettivamente da Ruud, Federer e Bautista Agut. Ad Amburgo esce di scena al secondo turno per mano di Tsitsipas.
A fine luglio fa il suo esordio olimpico ai Giochi di Tokyo battendo al primo turno Facundo Bagnis, concede tre soli giochi a Max Purcell e viene eliminato al terzo turno da Pablo Carreño Busta, che si aggiudicherà la medaglia di bronzo. Eliminato nelle qualificazioni a Toronto, le supera a Cincinnati e al secondo turno viene di nuovo sconfitto da Carreño Busta, che lo elimina anche al terzo turno del successivo Winston-Salem Open. Al secondo turno degli US Open oppone scarsa resistenza al nº 2 mondiale Daniil Medvedev, che si aggiudicherà il torneo vincendo per la prima volta una prova dello Slam. Sconfitto al primo turno nei tre tornei successivi in singolare, in coppia con Emil Ruusuvuori elimina nei quarti di finale dell'ATP 500 di Vienna i numeri uno e due del mondo Mate Pavic / Nikola Mektic e vengono sconfitti in semifinale da Juan Sebastián Cabal / Robert Farah; con questi risultati termina il 2021 al 104º nella classifica mondiale, il suo miglior ranking in doppio. Al Masters di Parigi elimina prima Andy Murray e poi il nº 11 del mondo Auger-Aliassime prima di cedere al terzo set contro il nº 10 Hubert Hurkacz. Chiude la stagione alla fase finale di Coppa Davis, e con un bilancio di una vittoria e una sconfitta contribuisce al passaggio del turno dei tedeschi, che vengono eliminati in semifinale nella sfida con la Russia, nella quale Koepfer viene sconfitto seccamente da Andrej Rublëv. In questo periodo avverte dolori al braccio e gli viene diagnosticata una frattura da stress.

### 2022, infortunio e crollo nel ranking
Agli Australian Open 2022 viene eliminato al secondo turno da Reilly Opelka e raggiunge il secondo turno anche nel torneo di doppio, risultato con cui fa per la prima volta ingresso nella top 100 di specialità. Si ripresenta il dolore al braccio, torna a giocare dopo 6 settimane a Indian Wells ed esce di scena al secondo turno, dopo l'eliminazione al primo turno a Miami inizia la riabilitazione e resta fuori dal circuito per altri due mesi e mezzo. Rientra a giocare a giugno, quello stesso mese esce dalla top 100 e continua a scendere nel ranking con una serie di risultati negativi, tra cui le eliminazioni al primo turno a Wimbledon e nelle qualificazioni agli US Open. Tra i pochi risultati di rilievo in questo periodo vi sono il secondo turno raggiunto a Washington e la finale al Cary Challenger, persa contro Michael Mmoh. A novembre scende alla 259ª posizione del ranking, la peggiore da agosto 2018, e subito si riscatta vincendo il Calgary Challenger con il successo in finale su Aleksandar Vukic.

### 2023, due titoli Challenger e una semifinale ATP in singolare, prima finale ATP in doppio
A causa di un nuovo riacutizzarsi del problema al braccio salta quasi per intero i primi due mesi del 2023. Sconfitto al primo turno nei primi tre impegni stagionali, ad aprile si aggiudica il titolo al Challenger 125 di Città del Messico superando in rimonta nella finale Thiago Agustín Tirante, e rientra nella top 200. La settimana successiva perde la finale al San Luis Potosí Challenger contro Barrios Vera. A maggio vince il Challenger 175 di Torino superando in finale al terzo set Federico Gaio, guadagna così 47 posizioni nel ranking e risale alla 102ª.
Eliminato al terzo turno di qualificazione al Roland Garros, raggiunge la semifinale al Challenger 125 di Nottingham. Sconfitto al turno di esordio a Wimbledon, all'Atlanta Open supera John Isner, il nº 30 ATP Daniel Evans e cede nei quarti a Jeffrey John Wolf. Al successivo Los Cabos Open disputa per la prima volta una finale ATP nel torneo di doppio, e in coppia con Andrew Harris perde in due set contro Santiago González / Édouard Roger-Vasselin. A Los Cabos disputa anche la sua seconda semifinale ATP in carriera in singolare, cede in tre set ad Alex de Minaur e risale alla 76ª posizione mondiale. A fine stagione perde la finale al Calgary Challenger contro il giocatore di casa Liam Draxl.

### 2024, 49º nel ranking in singolare, semifinale agli Australian Open e 69º in doppio
Inizia la stagione conquistando il titolo al Challenger Canberra International superando in finale Jakub Menšík. Sconfitto al primo turno in singolare agli Australian Open, nel torneo di doppio raggiunge la semifinale con  Yannick Hanfmann, eliminano tra gli altri le teste di serie nº 4 Granollers / Zeballos e perdono nel tie-break decisivo contro Bolelli / Vavassori; a fine torneo Koepfer entra nella top 100 di doppio e poco dopo sale al 92º posto. A febbraio raggiunge i quarti di finale nel circuito maggiore a Dallas e all'ATP 500 di Acapulco, dove elimina Frances Tiafoe e perde dopo due tie-break contro Holger Rune, risultati con cui sale al 49º posto mondiale. Al Miami Open viene sconfitto negli ottavi da Daniil Medvedev dopo i successi sui top 20 Sebastian Baez e Ugo Humbert.
I migliori risultati sulla terra battuta sono il terzo turno agli Internazionali d'Italia e i quarti raggiunti all'ATP di Lione, mentre al primo turno del Roland Garros perde in quattro set contro Medvedev. Sale al 69º posto in doppio raggiungendo assieme ad Hanfmann il secondo turno al Roland Garros e la semifinale all'ATP 500 sull'erba di Halle. Salta Wimbledon a causa di un infortunio.

## Statistiche
Aggiornate al 24 giugno 2024.

### Doppio

#### Sconfitte in finale (1)
| Legenda                  |
| Grande Slam (0)          |
| ATP Finals (0)           |
| ATP Tour Master 1000 (0) |
| ATP Tour 500 (0)         |
| ATP Tour 250 (1)         |

| N. | Data          | Torneo                    | Superficie | Compagno      | Avversari in Finale                      | Punteggio |
| 1. | 5 agosto 2023 | Los Cabos Open, Los Cabos | Cemento    | Andrew Harris | Santiago González Édouard Roger-Vasselin | 4-6, 5-7  |

### Tornei minori

#### Singolare

##### Vittorie (9)
| Legenda tornei minori |
| Challenger (5)        |
| Futures (4)           |

| N. | Data             | Torneo                                  | Superficie  | Avversario in finale   | Punteggio        |
| 1. | 23 ottobre 2016  | USA F32, Harlingen                      | Cemento     | Luke Bambridge         | 6-4, 6-4         |
| 2. | 5 marzo 2017     | USA F5, Orlando                         | Terra rossa | Tommy Paul             | 4-6, 6-3, 7-5    |
| 3. | 23 luglio 2017   | USA F24, Champaign                      | Cemento     | Rubin Statham          | 6(5)–7, 6-2, 7-5 |
| 4. | 11 marzo 2018    | Canada F2, Sherbrooke                   | Cemento (i) | Michael Redlicki       | 6(3)–7, 7-5, 6-2 |
| 5. | 23 giugno 2019   | Ilkley Trophy, Ilkley                   | Erba        | Dennis Novak           | 3-6, 6-3, 7–6(5) |
| 6. | 13 novembre 2022 | Calgary Challenger, Calgary             | Cemento (i) | Aleksandar Vukic       | 6-2, 6-4         |
| 7. | 1º aprile 2023   | Mexico City Open, Città del Messico     | Terra rossa | Thiago Agustín Tirante | 2-6, 6-4, 6-2    |
| 8. | 20 maggio 2023   | Torino Challenger, Torino               | Terra rossa | Federico Gaio          | 6(5)–7, 6-2, 6-0 |
| 9. | 7 gennaio 2024   | Canberra International Tennis, Canberra | Cemento     | Jakub Menšík           | 6–3, 6-2         |

##### Sconfitte in finale (7)
| Legenda tornei minori |
| Challenger (6)        |
| Futures (1)           |

| N. | Data              | Torneo                                        | Superficie  | Avversario in finale | Punteggio        |
| 1. | 29 gennaio 2017   | USA F5, Weston                                | Terra rossa | Hugo Dellien         | 2-6, 5-7         |
| 2. | 11 febbraio 2018  | Kunal Patel San Francisco Open, San Francisco | Cemento (i) | Jason Jung           | 4-6, 6-2, 6(5)–7 |
| 3. | 11 agosto 2019    | Aptos Challenger, Aptos                       | Cemento     | Steve Johnson        | 4-6, 6(4)–7      |
| 4. | 18 settembre 2022 | Cary Challenger, Cary                         | Cemento     | Michael Mmoh         | 5-7, 3-6         |
| 5. | 9 aprile 2023     | San Luis Potosí Challenger, San Luis Potosí   | Terra rossa | M. T. Barrios Vera   | 6(6)–7, 5-7      |
| 6. | 14 maggio 2023    | TK Sparta Praga Challenger, Praga             | Terra rossa | Jakub Menšík         | 4-6, 3-6         |
| 7. | 12 novembre 2023  | Calgary Challenger, Calgary                   | Cemento (i) | Liam Draxl           | 4-6, 3-6         |

#### Doppio

##### Vittorie (2)
| Legenda tornei minori |
| Challenger (1)        |
| Futures (1)           |

| N. | Data              | Torneo                        | Superficie  | Compagno      | Avversari in finale         | Punteggio        |
| 1. | 13 agosto 2016    | USA F27, Champaign            | Cemento     | Jared Hiltzik | Tim Kopinski Alex Lawson    | 3-6, 6-3, [11-9] |
| 2. | 23 settembre 2017 | Columbus Challenger, Columbus | Cemento (i) | Denis Kudla   | Luke Bambridge David O'Hare | 7–6(6), 7–6(3)   |

##### Sconfitte in finale (3)
| Legenda tornei minori |
| Challenger (0)        |
| Futures (3)           |

| N. | Data             | Torneo                 | Superficie  | Compagno            | Avversari in finale            | Punteggio        |
| 1. | 18 febbraio 2017 | USA F7, Orlando        | Terra rossa | Boris Arias         | Connor Smith Rhyne Williams    | 6-3, 3-6, [8-10] |
| 2. | 18 marzo 2017    | USA F10, Bakersfield   | Cemento     | Jared Hiltzik       | Patrick Kawka Keegan Smith     | 3-6, 6-3, [6-10] |
| 3. | 24 giugno 2017   | USA F19, Winston-Salem | Cemento     | Luis David Martínez | Christopher Eubanks Kevin King | 3-6, 4-6         |

## Risultati in progressione
| Sigla | Risultato               |
| ----- | ----------------------- |
| V     | Vincitore               |
| F     | Finalista               |
| SF    | Semifinalista           |
| O     | Oro olimpico            |
| A     | Argento olimpico        |
| SF    | Bronzo olimpico         |
| QF    | Quarti di Finale        |
| 4T    | Quarto turno            |
| 3T    | Terzo turno             |
| 2T    | Secondo turno           |
| 1T    | Primo turno             |
| RR    | Round Robin             |
| LQ    | Turno di qualificazione |
| A     | Assente                 |
| ND    | Non disputato           |

| Legenda superfici    |
| -------------------- |
| Cemento              |
| Terra battuta        |
| Erba                 |
| Superficie variabile |

### Singolare
| Torneo                     | 2018          | 2019          | 2020          | 2021 | 2022 | 2023 | 2024 | V-S   |
| Tornei Grande Slam         |               |               |               |      |      |      |      |       |
| Australian Open, Melbourne | A             | Q2            | 1T            | 2T   | 2T   | A    | 1T   | 2-4   |
| Open di Francia, Parigi    | A             | Q2            | 2T            | 3T   | A    | Q3   | 1T   | 3-3   |
| Wimbledon, Londra          | Q3            | 2T            | ND            | 3T   | 1T   | 1T   |      | 3-4   |
| US Open, New York          | A             | 4T            | 1T            | 2T   | Q1   | 1T   |      | 4-4   |
| Vittorie-Sconfitte         | 0-0           | 4-2           | 1-3           | 6-4  | 1-2  | 0-2  | 0-2  | 12-15 |
| Giochi Olimpici            |               |               |               |      |      |      |      |       |
| Giochi Olimpici            | Non disputati | Non disputati | Non disputati | 3T   | ND   | ND   |      | 2-1   |
| Coppa Davis                | A             | A             | LQ            | SF   | A    | A    |      | 2-2   |
| Vittorie-Sconfitte         | 0-0           | 0-0           | 1-0           | 3-3  | 0-0  | 0-0  | 0-0  | 4-3   |

### Doppio
| Torneo                     | 2021 | 2022 | 2023 | 2024 | V-S |
| Tornei Grande Slam         |      |      |      |      |     |
| Australian Open, Melbourne | 2T   | 2T   | A    | SF   | 6-3 |
| Open di Francia, Parigi    | 2T   | A    | A    |      | 1-1 |
| Wimbledon, Londra          | 2T   | A    | A    |      | 1-1 |
| US Open, New York          | 3T   | A    | A    |      | 1-1 |
| Vittorie-Sconfitte         | 4-4  | 1-1  | 0-0  | 4-1  | 9-6 |

## Vittorie contro giocatori top 10
| Stagione | 2020 | 2021 | 2022 | 2023 | Totale |
| -------- | ---- | ---- | ---- | ---- | ------ |
| Vittorie | 1    | 0    | 0    | 0    | 1      |

| #    | Giocatore    | Ranking | Torneo                        | Superficie  | Turno | Punteggio |
| ---- | ------------ | ------- | ----------------------------- | ----------- | ----- | --------- |
| 2020 |              |         |                               |             |       |           |
| 1.   | Gaël Monfils | 9       | Internazionali d'Italia, Roma | Terra rossa | 2T    | 6-2, 6-4  |